# Geumgwang-dong
Geumgwang-dong (koreanska: 금광동) är en stadsdel i staden Seongnam i provinsen Gyeonggi, 22 km sydost om huvudstaden Seoul. Den ligger i stadsdistriktet Jungwon-gu.

## Indelning
Administrativt är Geumgwang-dong indelat i:
| Namn    | Namn                 | Yta km² | Invånare 31 dec 2020 |
| ------- | -------------------- | ------- | -------------------- |
| 금광1동 | Geumgwang 1(il)-dong | 0,72    | 7 122                |
| 금광2동 | Geumgwang 2(i)-dong  | 1,01    | 24 990               |